# Medidas eletrônicas
As unidades usuais para medidas eletrônicas, elétricas e eletromagnéticas, de acordo com o Sistema Internacional de Unidades, estão listadas no quadro abaixo.
| Unidades Elétricas SI | Unidades Elétricas SI                       | Unidades Elétricas SI      | Unidades Elétricas SI | Unidades Elétricas SI        |
| Símbolo               | Grandeza                                    | Unidades Derivadas         | Unidade               | Unidade Base                 |
| --------------------- | ------------------------------------------- | -------------------------- | --------------------- | ---------------------------- |
| I                     | Corrente elétrica                           | ampere (SI base unit)      | A                     | A = W/V = C/s                |
| q, ΦD                 | Carga elétrica                              | coulomb                    | C                     | A·s                          |
| D                     | Densidade de Fluxo Elétrico                 | coulomb por metro quadrado | C/m²                  | A·s·m−2                      |
| V                     | Diferença de Potencial                      | volt                       | V                     | J/C = kg·m²·s−3·A−1          |
| ΦE                    | Fluxo Elétrico                              | volt · metro               | V·m                   | kg·m³·s−3·A−1                |
| E                     | Intensidade de campo elétrico               | volt por metro             | V/m                   | V/m = kg·m·s−3·A−1           |
| R, Z, X               | Resistência elétrica, Impedância, Reatância | Ohm                        | Ω                     | V/A = kg·m²·s−3·A−2          |
| ρ                     | resistividade                               | Ohm · metro                | Ω·m                   | kg·m³·s−3·A−2                |
| P                     | Potência elétrica                           | watt                       | W                     | V·A = kg·m²·s−3              |
| C                     | Capacitância                                | farad                      | F                     | C/V = kg−1·m−2·A²·s4         |
| ε                     | Permissividade                              | farad por metro            | F/m                   | kg−1·m−3·A²·s4               |
| χe                    | Susceptibilidade elétrica                   | (adimensional)             | -                     | -                            |
| G, Y, B               | Condutância, Admitância, Susceptância       | siemens                    | S                     | Ω−1 = kg−1·m−2·s³·A²         |
| σ                     | Condutividade                               | siemens por metro          | S/m                   | kg−1·m−3·s³·A²               |
| H                     | Intensidade de Campo Magnético              | ampère por metro           | A/m                   | A·m−1                        |
| ΦB                    | Fluxo Magnético                             | weber                      | Wb                    | V·s = kg·m²·s−2·A−1          |
| B                     | Densidade de Fluxo Magnético                | tesla                      | T                     | Wb/m² = kg·s−2·A−1           |
| L                     | Indutância                                  | henry                      | H                     | Wb/A = V·s/A = kg·m²·s−2·A−2 |
| μ                     | Permeabilidade                              | henry por metro            | H/m                   | kg·m·s−2·A−2                 |
| χm                    | Susceptibilidade magnética                  | (adimensional)             | -                     | -                            |